# 吴剑旗
吴剑旗（1966年7月—），男，中国米波雷达技术专家，中国电子科技集团公司第三十八研究所研究员，中国电子学会会士，中国工程院院士。